# مایکل استوکمن
مایکل استوکمن (انگلیسی: Michael Stuckmann؛ زادهٔ ۱ سپتامبر ۱۹۷۹) بازیکن فوتبال اهل آلمان است.
از باشگاه‌هایی که در آن بازی کرده‌است می‌توان به باشگاه فوتبال فادوتس اشاره کرد.
وی همچنین در تیم ملی فوتبال جوانان آلمان بازی کرده‌است.